# Rogers Cup 2005
Der Rogers Cup 2005 war ein Tennisturnier der WTA Tour 2005 für Damen in Toronto sowie ein Tennisturnier der ATP Tour 2005 für Herren in Montreal. Das Herrenturnier fand von 8. bis 14. August 2005 statt, das Damenturnier folgte in der Folgewoche.

## Herren
→ Hauptartikel: Rogers Cup 2005/Herren
→ Qualifikation: Rogers Cup 2005/Herren/Qualifikation

## Damen
→ Hauptartikel: Rogers Cup 2005/Damen
→ Qualifikation: Rogers Cup 2005/Damen/Qualifikation